# Сенад Бркич
Сенад Бркич (босн. Senad Brkić; нар. 3 вересня 1969, Бусовача, СФРЮ) — колишній боснійський футболіст, що грав на позиції нападника. Виступав за національну збірну Боснії і Герцеговини.

## Клубна кар'єра
У дорослому футболі дебютував 1988 року виступами за команду клубу «Челік» (Зениця), в якій провів чотири сезон.
Своєю грою за останню команду привернув увагу представників тренерського штабу клубу «Рієка», до складу якого приєднався 1994 року. Відіграв за команду з Рієки наступні чотири сезони своєї ігрової кар'єри. Більшість часу, проведеного у складі «Рієки», був основним гравцем атакувальної ланки команди.
Протягом 1998—2000 років захищав кольори команди клубу «Алтай».
2000 року повернувся до клубу «Челік» (Зениця), за який відіграв шість сезонів. У новому клубі був серед найкращих голеодорів, відзначаючись забитим голом в середньому в кожній третій грі чемпіонату. Завершив професійну кар'єру футболіста 2006 року виступами за команду «Челік».

## Виступи за збірну
1996 року дебютував в офіційних матчах у складі національної збірної Боснії і Герцеговини. Протягом кар'єри у національній команді, яка тривала сім років, провів у формі головної команди країни сім матчів, забивши один гол.